# Muhammad Za'abia
Muhammad Za'abia (in arabo محمد نور الدين عبد السلام زعبية‎?; Tripoli, 20 marzo 1989) è un ex calciatore libico, di ruolo attaccante.

## Carriera

### Club
Nato a Tripoli, ha giocato per l'Al Shat fino al 2006; In seguito trasferisce all'Al Ittihad dove rimarrà fino al 2011 vincendo consecutivamente 5 campionati libici. L'11 giugno 2012 firma un contratto di 4 anni con il Partizan Belgrado ; chiude la sua prima stagione in Europa segnando una rete in 4 presenze nel campionato serbo e giocando una partita senza segnare nei preliminari di Champions League.

### Nazionale
Ha esordito in Nazionale nel 2008. Nell'aprile 2023, Mohamed Zaabia è stato rapito da un gruppo armato, afferma il comitato per i diritti umani in Libia..

## Palmarès

### Competizioni nazionali
- Campionato libico: 6

Al Ittihad Tripoli: 2006-2007, 2007-2008, 2008-2009, 2009-2010, 2021, 2022
- Coppa di Libia: 3

Al Ittihad Tripoli: 2007, 2009, 2018
- Supercoppe di Libia: 5

Al Ittihad Tripoli: 2006, 2007, 2008, 2009, 2010